# Dame de Cœur (rose)
Pour les articles homonymes, voir Dame de cœur.
'Dame de Cœur' est un cultivar de rosier hybride de thé obtenu en 1958 par le rosiériste belge Louis Lens. Il est issu de 'Madame Antoine Meilland' x 'Independence'. C'est une variété saine et très facile à cultiver dont le succès international ne se dément pas depuis sa création.

## Description
Il s'agit d'un buisson érigé vigoureux atteignant 100 cm de hauteur dont les fleurs doubles sont d'un remarquable rouge cerise vif et uni. Elles sont en forme de coupe et mesurent 12 cm de diamètre, voire 15 à 16 cm, leur forme est parfaite avec un cœur turbiné. Ce cultivar est très florifère, de fin mai jusqu'aux premières gelées.
Cette variété s'utilise en massif ou en isolé. Il existe une version grimpante, 'Dame de Cœur Climbing', créée par Mungia en 1984 et qui peut atteindre 300 cm. Ce rosier a besoin d'un sol riche, frais et bien drainé.

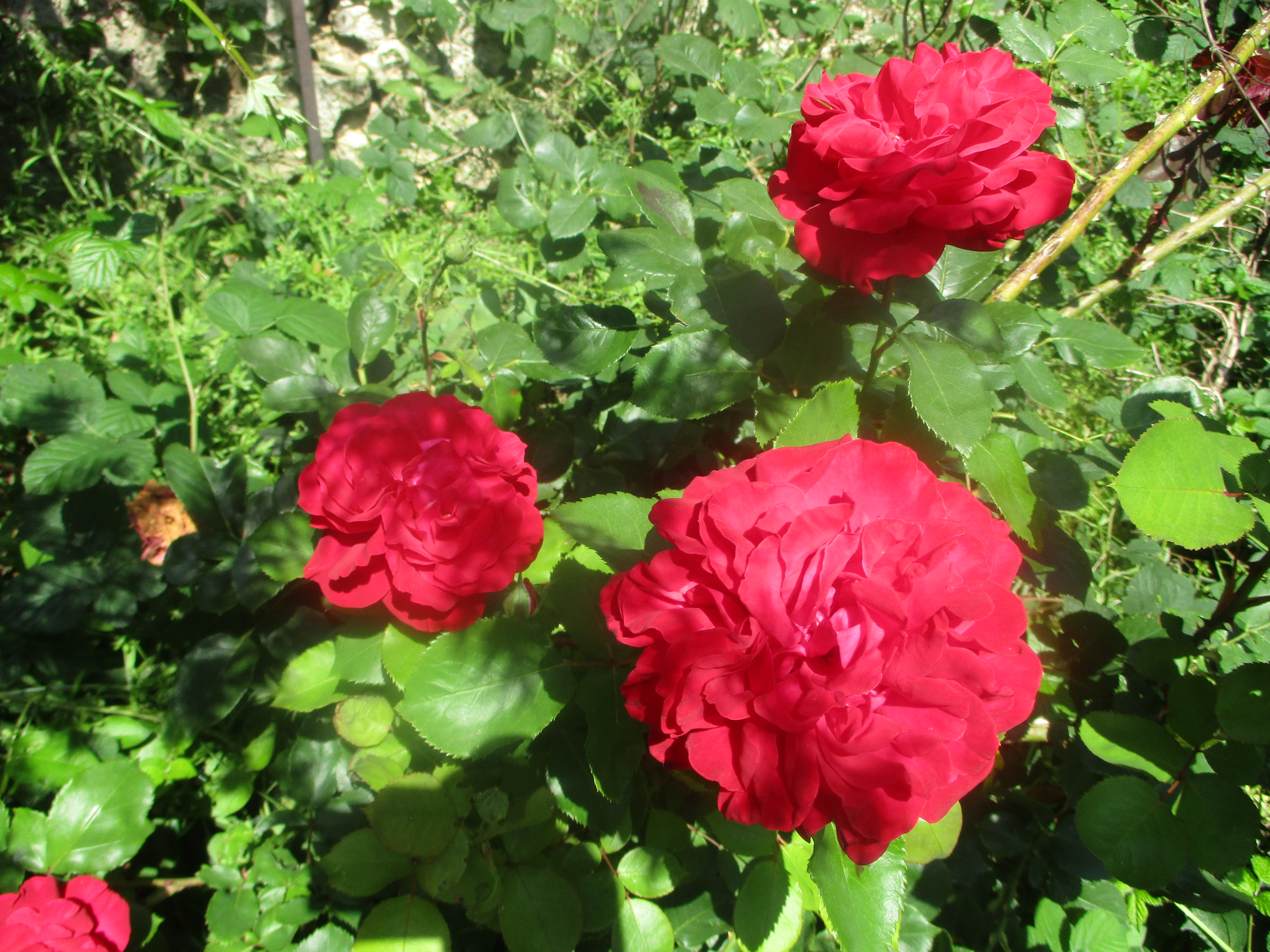
'Dame de Cœur climb.'
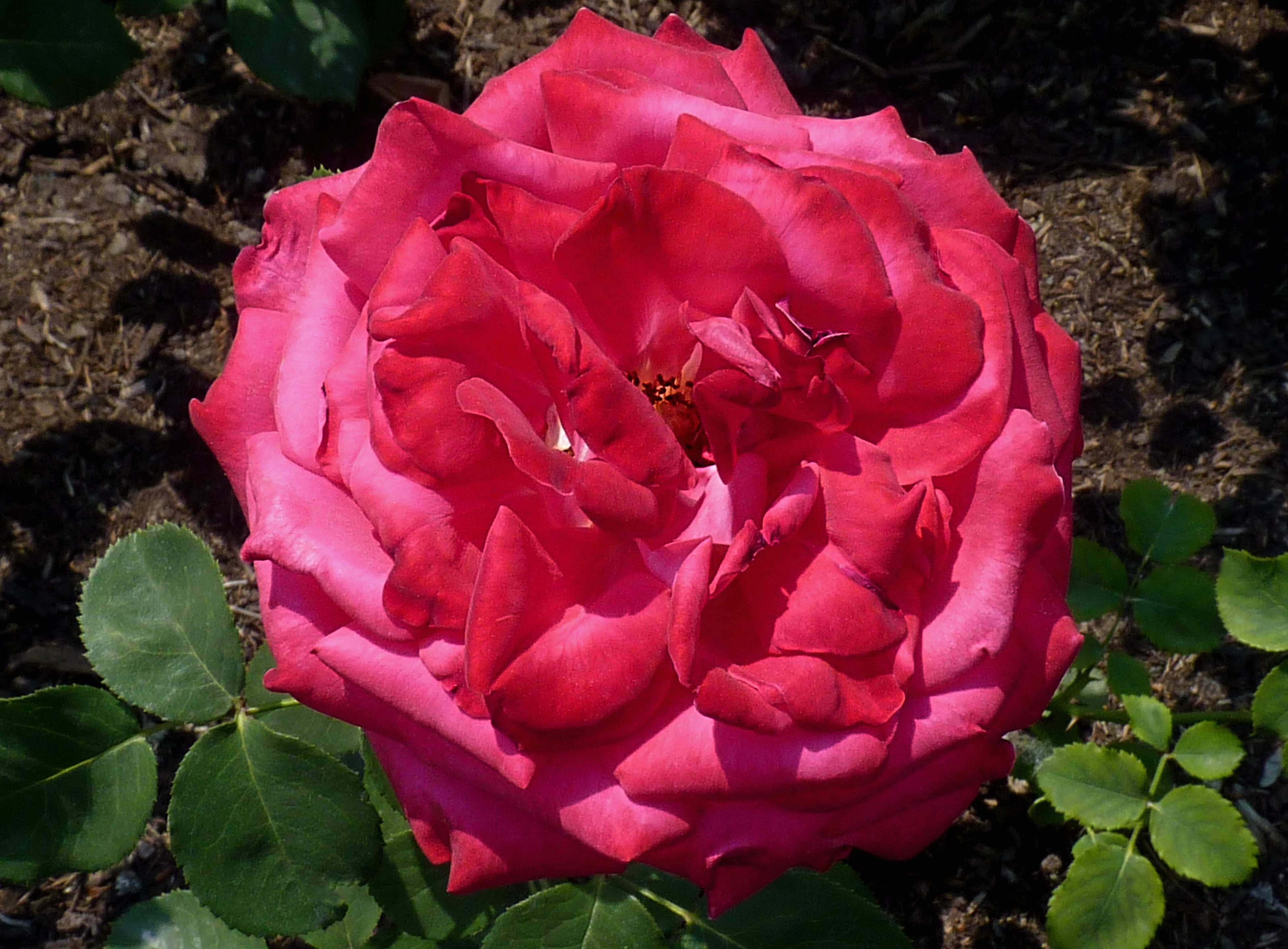
Rose 'Dame de Cœur' à la roseraie de Courtrai.

## Descendance
Cette variété a donné naissance à 'Alec's Red' (Cocker, 1970), par croisement avec 'Nuage Parfumé' (Tantau, 1956).

## Distinctions
- Certificat de Mérite de la Royal National Rose Society, 1958